# Son Gohan
Pour l’article homonyme, voir Grand-père Son Gohan.
 (février 2019).
Son Gohan (孫悟飯, Son Gohan), appelé Sangohan dans la version française de l'anime et du manga Dragon Ball, est un personnage de fiction créé par Akira Toriyama. Il apparaît pour la première fois dans le magazine Weekly Shōnen Jump, le 24 octobre 1988.

## Biographie fictive

### Enfance
Son Gohan est né le 18 mai 757[réf. nécessaire]. Il est le fils de Chichi et de Son Goku et le frère aîné de Son Goten. Il est baptisé ainsi en souvenir du grand-père adoptif de Son Goku. Sa mère oblige Son Gohan à étudier pour le détourner des arts martiaux et l'empêcher de suivre la voie guerrière comme son père. Grâce à ce travail précoce, il démontre une grande intelligence.

#### Les Saiyans et Freezer

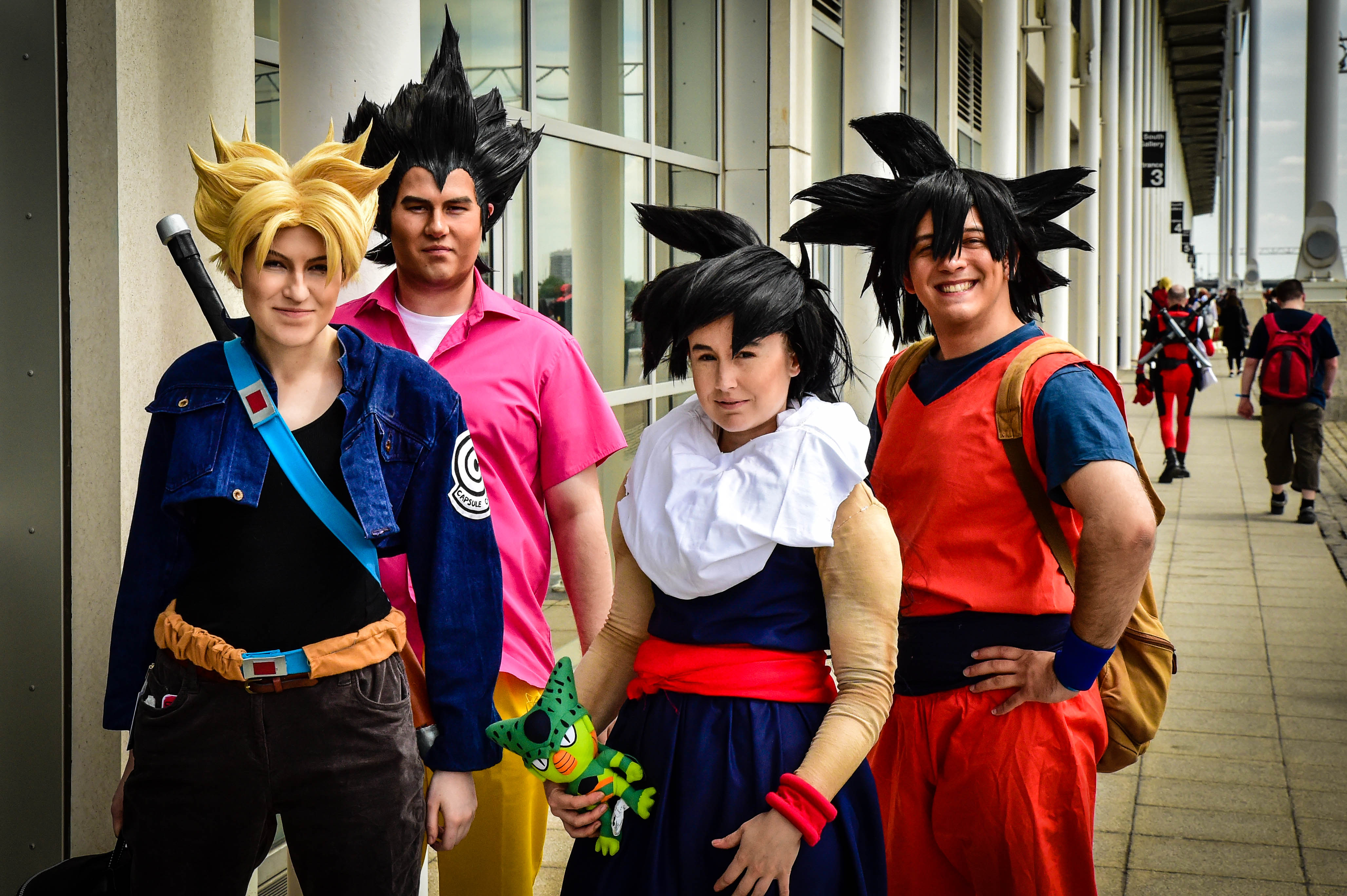
Cosplay de Son Gohan (deuxième en partant de la droite) au MCM London Comic Con 2015, à Londres.

À quatre ans, alors que son père l'emmène chez Tortue Géniale pour le présenter à ses amis, Son Gohan est enlevé par son oncle Raditz, le frère de Son Goku, qui force ce dernier à l'affronter. Aidé de Piccolo, Son Goku parvient à sauver son fils en sacrifiant sa propre vie pour battre Raditz. Ils meurent transpercés par un Makankosappo de Piccolo, seule solution pour battre Raditz, plus puissant que l'ensemble des précédents adversaires de Son Goku. À la suite de cela, Piccolo constate que Gohan possède en lui un extraordinaire potentiel pour le combat lorsqu'il se met en colère. Piccolo décide alors de l'entraîner une année durant pour le préparer à l'arrivée des Saiyans, Vegeta et Nappa, des adversaires encore plus puissants et terribles que Raditz. Pour voir ce qu'il est capable de réaliser, Piccolo décide de lancer Son Gohan contre un pan de montagne : Gohan est si puissant que celle-ci se désintègre instantanément. Fortement impressionné, Piccolo comprend que cette puissance n'est autre que le fruit de la peur de Son Gohan transformée en colère.
Pendant plus de six mois, Son Gohan est livré à lui-même en plein désert, où il apprend progressivement à se débrouiller à travers des épreuves douloureuses grâce auxquelles il acquiert une grande maîtrise de son corps. Il parvient même à se transformer en Ozaru pour la première fois. Constatant ses progrès, Piccolo décide ensuite de l'entraîner de nouveau au combat pendant les six mois restants.
Pourtant, lorsque leurs ennemis arrivent sur Terre, Son Gohan est trop impressionné pour avoir le courage de se battre contre Nappa. Néanmoins, Piccolo profite d'une pause de 3 heures accordée par Vegeta qui souhaite attendre l'arrivée de Son Goku, pour laisser une seconde chance à Son Gohan, que ce dernier saisit : il fait finalement preuve de courage et gardera cet état d'esprit pour le reste de la série. Par la suite, Piccolo se fait tuer en protégeant Gohan, ce qui déclenche en lui une terrible colère, mais insuffisante. Nappa est finalement vaincu par Son Goku peu après, et Vegeta l'achève, le considérant comme un « incapable ». Finalement, Krilin, Son Goku et Gohan arrivent par la suite à mettre en échec Vegeta au bout d'un très long combat.
Son Gohan part alors avec Bulma et Krilin sur Namek, pour récupérer les Dragon Balls, et ainsi ressusciter ses amis. Il se rend chez le grand chef des Nameks qui libère son potentiel de combat. Bien que sa force ait ainsi fortement augmenté, il reste toutefois impuissant face au Commando Ginyu et Freezer.

### Adolescence et majorité

#### Face à Cell

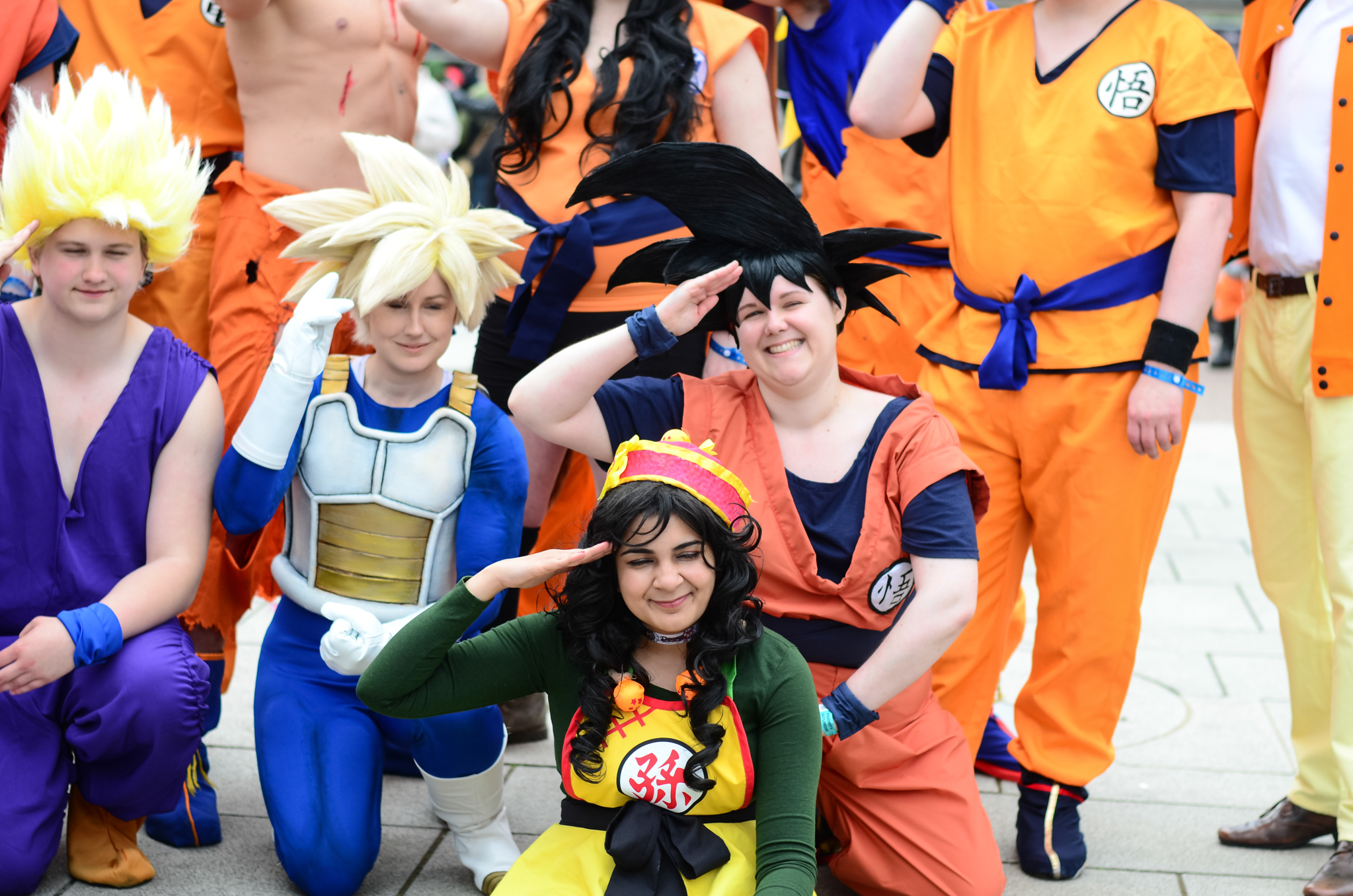
Cosplays de Son Gohan (les deux à gauche), respectivement en Super Saiyan et Super Saiyan 2, au MCM London Comic Con 2015.

C'est contre Cell que la vraie puissance de Son Gohan se révèle. Au seuil de l'adolescence, il se rend dans la salle de l'Esprit et du Temps et s'y entraîne sans relâche, accompagné de son père. Lors de ce séjour, il réussit à se transformer en Super Saiyan, toutefois insuffisant pour vaincre Cell. De retour sur Terre, Son Goku, épuisé par son combat contre Cell, désigne alors son fils pour affronter le monstre. Mais il ne peut le vaincre directement, inhibé par sa haine. C'est seulement lorsque Cell le provoque en envoyant les Cells Junior attaquer ses amis qu'il se met véritablement en colère. En effet, après le sacrifice de C-16, lequel lui enjoint de se laisser aller à la rage, il parvient finalement à dépasser le niveau de simple Super Saiyan et se transforme alors en Super Saiyan 2 : le niveau au dessus de super Saiyan . Sa puissance devient brutalement démesurée, lui permettant de surclasser complètement Cell. Toutefois, cette transformation modifie aussi sa personnalité. Ne profitant pas de sa nette domination pour tuer immédiatement Cell, il prolonge au contraire le combat par cruauté, incapable de contrôler sa colère. Complètement impuissant, Cell décide alors de se faire exploser et d'emporter la Terre avec lui. Son Goku se sacrifie de justesse en se téléportant avec Cell hors de la Terre, au prix de sa vie. Mais Cell a survécu et il reviendra encore plus puissant qu'avant : il n'hésite pas à tuer Trunks une fois sur place. Ce qui met en colère Vegeta qui part venger son fils, mais il n'est pas assez puissant. Juste avant son élimination, Son Gohan intervient et prend le coup de Cell à la place de Vegeta, il est gravement blessé au bras gauche et affaibli. C'est alors que Son Goku communique avec son fils depuis l'au-delà, pour lui prodiguer des conseils, afin que ce dernier ne se démotive pas et remporte le combat. Son Gohan parvient finalement à vaincre Cell grâce à un Kamé Hamé Ha colossal avec sa main droite, aidé spirituellement par son père et par une diversion de Vegeta.

#### Le 25e Tenkaichi Budokai et l'apparition de Boo

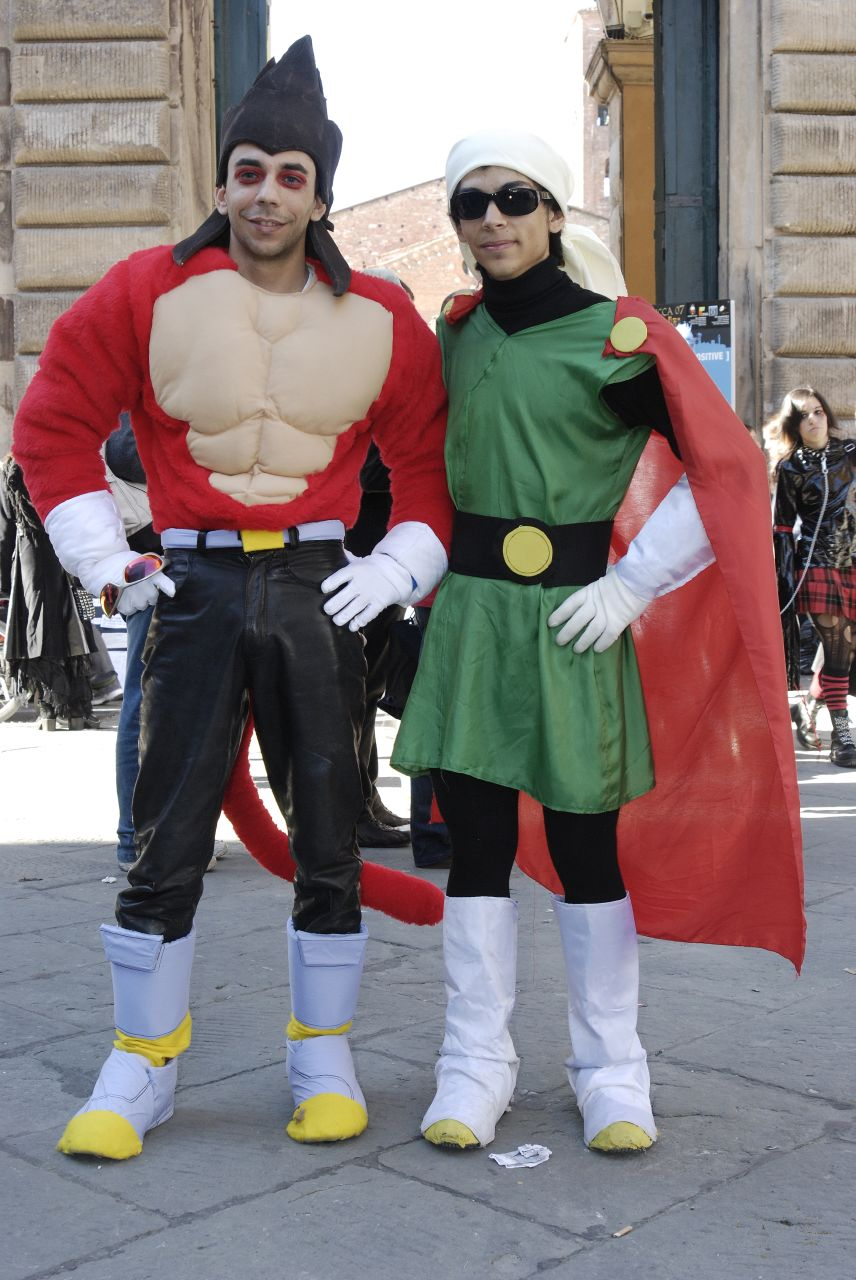
Cosplay de Son Gohan en Great Saiyaman (à droite) en 2007.

Son Gohan ne s'entraîne quasiment plus durant les années suivant la mort de son père ; se consacrant davantage à ses études sous les ordres incessants de sa mère. Il en perd même un peu de sa puissance, et s'amuse de sa force en agissant comme justicier masqué sous le nom de Great Saiyaman tout en suivant ses cours au lycée Orange Star, l'école de Mr Satan.
Great Saiyaman est une parodie de héros de sentai, d'où sa manie de faire des chorégraphies complexes, inutiles et qui se font juger de ridicules par tous y compris ses amis. Il cache son identité grâce à un déguisement fourni par Bulma afin qu'il puisse remplir son rôle de défenseur de la justice tout en allant au lycée incognito. Il y rencontre Videl, laquelle le pourchasse sans cesse, car le soupçonnant d'être ce justicier qu'il récuse être. Il ne garde cependant pas longtemps son identité cachée car Videl le reconnaît à sa voix. L'ayant finalement démasqué, elle lui apprend l'organisation imminente du 25e Tenkaichi Budokai. Contraint par Videl, Son Gohan décide alors de s'y inscrire. Durant celui-ci, il lui est interdit de porter une protection. Il utilise donc un bandeau et des lunettes de soleil au lieu de son casque pour cacher son visage. Mais, le bandeau se déchire lorsque Son Gohan s'énerve devant le cruel combat entre Videl et Spopovitch et il est finalement reconnu par ses camarades de classe alors qu'il s'apprête à affronter Kibito. Mais les événements tournent mal et il part en compagnie de Son Goku, alors revenu sur Terre pour une journée, Krilin, Vegeta, et Kaio Shin pour empêcher Babidi de réveiller le terrible Boo. Gohan affronte Dabra avec qui il fait jeu égal, mais le combat est interrompu par ce dernier qui a vu en Vegeta un serviteur de luxe pour son maître Babidi. Tandis que Goku et Majin Vegeta s'affrontent, Son Gohan et Kaio Shin essaient en vain d'empêcher le retour à la vie de Boo, mais le Super Saiyan est facilement vaincu par la puissance démesurée de la créature. À la suite de cela, il est laissé pour mort.
Kaio Shin et Kibito finissent par le retrouver et l'emmènent sur la planète sacrée des dieux, le Kaioshinkaï, pour le préparer à affronter Boo. Son Gohan y accomplit l'exploit de déterrer la Z-Sword, une épée sacrée censée lui conférer un pouvoir immense, et donc lui permettre de tuer Boo. Mais, en la brisant involontairement contre un bloc de Katshin, le métal le plus dur de l'univers, il libère en fait le doyen Kaio Shin enfermé dans la Z-Sword.
Ce dernier, lors d'une interminable séance de méditation, développe le potentiel de Son Gohan au-delà de ses limites. À la suite de cette cérémonie, Son Gohan acquiert une force phénoménale qui lui permet de dominer aisément Boo. Pour utiliser sa nouvelle puissance, le doyen lui explique qu'il doit faire comme s'il se transformait en Super Saiyan, la seule différence étant qu'il conserve physiquement son état normal. Alors qu'il est sur le point de vaincre le monstre sous les yeux de Trunks, de Son Goten et de Piccolo, Boo simule une autodestruction afin de prendre la fuite. Le temps d'un répit, le monstre apparaît et utilise une ruse pour absorber les corps de Piccolo et des enfants fusionnés. En absorbant la puissance de Gotenks et l'intelligence de Piccolo, il retourne la situation à son avantage et devient plus puissant que Son Gohan pourtant au-delà de son maximum de potentiel. Sur le point de se faire tuer, Gohan est sauvé par Dendé qui soigne rapidement ses blessures et par Son Goku, ressuscité grâce au sacrifice du doyen. Avec les potalas en main, il tente de fusionner avec Son Gohan mais ce dernier est à son tour absorbé par Boo.
Finalement, la situation tourne en faveur de son père lorsque Vegeta revient sur Terre du royaume des morts par l'autorisation du roi Enma pour combattre de nouveau Boo. Pourtant, Vegeta n'a aucune chance face à la dernière transformation de Boo et se retrouve obligé de fusionner avec son rival grâce aux potalas pour lui tenir tête : cela signe l'apparition du tout-puissant Vegetto.
Son Gohan, Trunks, Son Goten et Piccolo sont finalement sauvés par Son Goku et Vegeta qui ont perdu leur fusion, infiltrés à l'intérieur de Boo. Mais, quelques instants plus tard, Boo fait exploser la Terre et seuls Son Goku, Vegeta, Dendé, Mr Satan et Bé s'en sortent. Son Gohan meurt ainsi pour la première (et unique) fois dans toute la saga.
Cependant, Vegeta demande à Polunga, le dragon sacré de Namek, de redonner à la Terre son état initial et de ressusciter tous ses habitants. Son Goku réussit ensuite à vaincre Boo grâce à l'immense quantité d'énergie réunie par les habitants pour former le Genki Dama et ramène ainsi les jours de paix sur Terre. Par la suite, Son Gohan devient le savant qu'il a toujours voulu être, surtout celui que sa mère voulait qu'il devienne et se marie avec Videl.

#### Beerus, le dieu de la destruction
Quatre ans après la défaite de Boo, Son Gohan vit des jours heureux avec son épouse Videl tout en poursuivant ses études.
Bulma organise une fête pour son anniversaire sur une croisière de luxe et invite tous les amis de Son Goku à y prendre part. Son Goku, ayant complètement oublié l'anniversaire de Bulma, est parti s'entraîner sur la planète de Kaio du Nord.
Durant la fête de Bulma, deux étrangers font leur apparition et prétendent être des connaissances de Vegeta, il s'agit de Beerus, un dieu de la destruction accompagné de Whis, un ange et son assistant. En effet, ils étaient à la recherche d'un Saiyan que l'on appelle un Super Saiyan divin, et sans indice, ils ont débarqué sur Terre pour poursuivre leur recherche.
Aussitôt venu, le dieu de la destruction fait comme si de rien n'était, profitant de l'ambiance de la fête pour savourer les délicieux repas dont la Terre regorge. Mais Vegeta était terrorisé en le voyant, pour deux raisons. La première, il s'était montré orgueilleux envers le défunt père de ce dernier par le passé, le roi Vegeta. La deuxième, à la suite de la défaite de Son Goku face à Beerus sur la planète de Kaio du Nord, alors que ce dernier voulait interroger le Saiyan au sujet du Super Saiyan divin, Vegeta prit la décision de se tenir à distance du dieu de la destruction afin de ne pas le contrarier.
Mais malheureusement, Beerus se frotte à la grosse avarice du gentil Boo alors qu'il profitait avec Whis de chaque repas, et se met en colère pour de bon, déchaînant sa puissance et révélant sa véritable identité aux yeux de tous. Il maltraite Primo Boo et Son Gohan, qui prend part au combat, se fait frapper en même temps que son compère. S’ensuivent C-18, Tenshinhan, Piccolo et Gotenks, qui s'acharnent sur Beerus, tandis que Whis recherche de son côté de la nourriture à emporter sans participer au moindre combat. Ils sont vite repoussés. Bulma, furieuse de voir le désordre que Beerus a semé durant sa fête, lui donne une claque, que Beerus lui rend à son tour et qui par conséquent l'assomme. La colère que Vegeta ressent à ce moment-là en voyant sa femme évanouie, suffit pour qu'il prenne quelques instants un léger avantage sur le dieu, mais le Saiyan aussi est défait.
Beerus s'apprêtant à détruire la Terre, Son Goku fait son apparition via la Téléportation et demande quelques instants de répit au dieu, le temps d'invoquer Shenron avec les Dragon Balls pour trouver le Super Saiyan Divin. Shenron, pris de peur à la vue de Beerus, déclare que le Super Saiyan Divin est aussi une légende comme le Super Saiyan, mais qu'il existe un rituel qui permet d'en devenir un : « Si cinq Saiyans au cœur pur transmettent tous leur énergie à un sixième Saiyan, alors le Super Saiyan Divin sera né ».
Sans perdre de temps, les Saiyans entamèrent le rituel, mais échouent, car il leur manque un Saiyan. C'est à ce moment-là que Videl annonce, par le biais de Dendé, qu'elle est enceinte. Videl participe à son tour au rituel de transformation, qui est une réussite : grâce à l'énergie de Vegeta, Son Gohan, Videl, Trunks et Son Goten, Son Goku devient le Super Saiyan divin que Beerus recherchait.
Son Gohan assiste avec tous ses compagnons au combat mené par son père contre le dieu de la destruction. Malheureusement, Goku perd son combat contre Beerus, mais ce dernier ne détruit pas la Terre, épuisé par son combat.

#### La résurrection de Freezer
Quelque temps plus tard, l'enfant de Son Gohan naît : c'est une fille baptisée Pan. Dès cet instant, Gohan change son style : il n'a plus sa coupe courte et hérissée, mais dispose d'une coupe plus conventionnelle où ses cheveux sont plus aplatis il a une frange courte et coupée sur le côté, il porte constamment des lunettes et physiquement, il n'est plus aussi musclé qu'avant.
Un jour, il remarque avec Piccolo la présence de Shenron dans un lieu très reculé de la ville où il se trouve. Il s'agit de la bande de Pilaf qui a réuni les Dragon Balls pour demander au dragon d'exaucer chacun leur vœu, mais deux hommes de l'armée de Freezer se dirigent sur Terre à la recherche de ces Dragon Balls afin de ressusciter Freezer.
Quelques mois plus tard, Jaco le patrouilleur intergalactique vient prévenir Bulma, que Freezer est sur le point de venir sur Terre, avec l’entièreté de son armée . Informé de la situation, sans plus tarder, Son Gohan se rend sur le lieu d'atterrissage de Freezer, accompagné de Piccolo, Krilin, Tenshinhan, Kamé Sennin qui a repris les combats ainsi que Bulma et finalement Jaco.
En l'absence de son père et Vegeta qui s’entraînent avec Whis dans la concession de Beerus, il sera le principal défenseur de la Terre. Son Gohan combat Shisami, mais le soldat est éliminé par Tagoma, qui blesse aussi mortellement Gohan. Ginyu, qui était dans le corps d'une grenouille, refait son apparition en permutant avec Tagoma. Son Gohan l'affronte en Super Saiyan, le bat, mais ne le tue pas.
En colère, Freezer mitraille Son Gohan de coups de rayons à plusieurs endroits. Une fois Freezer prêt à achever le Saiyan, Piccolo s'interpose et y laisse la vie. La colère que Gohan ressentit dès cet instant, lui permit de déployer une puissance suffisante pour que son père qui a terminé son entraînement, étant en train de se concentrer afin de pouvoir se téléporter sur Terre, puisse sentir son aura et le sauve ainsi in extremis.
Dès lors, son père et Vegeta affrontent le tyran qui déploie une puissance bien supérieure à l'époque où il était sur Namek, avec laquelle il tue tous ses soldats et utilise une nouvelle transformation appelée Golden contre Son Goku.
Après la défaite totale de Freezer, Piccolo est ressuscité grâce à Polunga, le dragon sacré de Namek, aussitôt que Son Gohan fut soigné, il part vers Piccolo pour lui demander de l'aider à reprendre l'entraînement, car il estime pour lui, la meilleure condition possible est qu'il puisse être capable de protéger ceux qu'il aime par-dessus tout : Pan et Videl.
(Note : Dans le film Dragon Ball Z : La Résurrection de ‘F’ avec une logique un peu parallèle à l'histoire, Tagoma est éliminé au début de l'histoire par Freezer. C'est donc Shisami, un autre guerrier d'élite de l'armée restante de Freezer, que Son Gohan affronte et vaincra d'un seul coup).

#### Retrouvailles avec le Trunks du futur
Dans le futur, où Trunks vit en paix, un nouvel ennemi, plus terrible que ceux qu'il a eu à affronter, sème le chaos et tue la Bulma de cette époque. Trunks se sent impuissant face à cet ennemi et se retrouve obligé de chercher de l'aide en faisant un saut dans le présent.
Dès l'instant où il vient dans le présent, il est soigné aussitôt par Bulma et s'en prend à Son Goku, car le nouvel ennemi a les traits de Son Goku et se fait appeler Black Goku.
Plus tard, il part rendre visite à Son Gohan dans son institut, car il souhaite voir ce que son mentor (dans le futur alternatif) est devenu depuis la dernière fois qu'ils se sont vus après leur victoire sur Cell et est choqué par l'état de la puissance qu'il possède actuellement depuis qu'ils se sont quittés.
Trunks ne lui parle pas de la raison de son retour dans le présent, mais il apprend bien plus tard ce qui se passait réellement dans son époque lorsque son père et Vegeta se sont fait battre, dans un premier temps, par cet ennemi redoutable en combattant dans le futur, et sera anéanti de ne pas pouvoir aider son compagnon dans l'épreuve qu'il traverse à cause de l'état inférieur de sa puissance actuelle.
Plus tard, lorsque Vegeta et son père retournent dans le futur pour soutenir Trunks dans son combat, ils prennent le dessus et parviennent à retourner la situation en leur faveur.
Lorsque Trunks revient dans le présent pour faire ses adieux, Son Gohan accompagné de Piccolo rattrape à temps Trunks avant qu'il ne parte pour de bon, et lui redonne du courage en lui disant par ces mots : Porte-toi bien !.

#### Le Tournoi du Pouvoir
Le roi Zeno organise un tournoi universel dans lequel vont s'affronter 80 combattants de huit univers parmi les douze univers existants dans toute la galaxie. Le tournoi se déroule dans une planète appelée Le Monde du Néant où sera bâtie une immense arène sur laquelle le tournoi se déroulera.
Son Gohan fait partie des dix combattants de l'univers 7 sélectionnés pour participer au tournoi du Pouvoir et sera nommé capitaine de l'équipe. L'enjeu du tournoi est la destruction des univers si tous les combattants de chaque univers présent sur l'arène sont tous éliminés, du premier jusqu'au dernier.
Il accompagne d'abord son père et le gentil Boo à un combat d'exhibition contre l'univers 9. Gohan affronte Lavender, deuxième frère du Trio de Dangers composé également de Basil et de Bergamo. Gohan mène le début du combat à son avantage. Pourtant, Lavender emploie sa capacité de création du poison pour bloquer la vue du Saiyan. Ne pouvant ressentir le ki de son adversaire, Son Gohan se transforme en Super Saiyan afin d'utiliser la puissance dégagée comme un radar. Il finit par vaincre son adversaire, mais s'écroulera juste après à cause du poison qui a déjà recouvert la partie entière de son corps, résultant en un match nul.
Plus tard, il se prépare avec son mentor Piccolo pour le tournoi et débloque de nouveau le potentiel qu'il avait auparavant au Kaiôshinkaï. Il défiera son père dans un combat sans merci pour évaluer ses capacités. Le combat sera très violent, mais Son Gohan finira par lâcher prise face à la puissance du Super Saiyan Bleu accouplé à l'aura de Kaïo de son père, mais ce dernier sera très fier des progrès remarquables dont faisait preuve son fils. Il le désigne également alors comme leader de l'univers 7 pour le tournoi.
Lors de ce tournoi, Gohan maintiendra temporairement une formation défensive avec Krilin, Tortue Géniale, Tenshinhan et Piccolo pour combattre chaque guerrier. Ils éliminent quelques participants de la sorte, mais se voient obligés de se séparer par la suite. Son Gohan reste avec son mentor et ensemble, ils iront affronter et vaincront plusieurs adversaires. Son Gohan sortira notamment Botamo de l'univers 6, ensuite Obuni de l'univers 10 (ce qui causera l'effacement de cet univers, néanmoins Son Gohan éprouvera quelques remords à l'égard de son adversaire) ensuite Saonel et Pirina, deux Nameks de l'univers 6, sa victoire face à eux résulte également l'effacement de l'univers 6. Il affrontera ensuite la fusion de trois robots de l'univers 3 aux côtés de son père, Vegeta, C-17 et Freezer (qui les a rejoints pour le tournoi sur la demande de Son Goku) ainsi que Anilaza, leur victoire sur la création fera également disparaître l'univers 3 de la réalité.
Il ne reste plus que l'univers 7 (avec cinq guerriers notamment C-17, Freezer, Vegeta, Son Gohan, Son Goku) et l'univers 11 (avec trois guerriers : Jiren, Toppo et Dyspo) présents sur l'arène. Son Gohan combat dans un premier temps, Toppo avec C-17, mais n'arrivent pas à dominer le Pride Trooper, ensuite Son Gohan décide de prêter main-forte à Freezer qui était en mauvaise posture face à la vitesse de Dyspo, laissant C-17 s'occuper de Toppo tout seul. Après une stratégie bien élaborée par Gohan pour affaiblir la vitesse accrue de Dyspo et pouvoir le combattre équitablement, Son Gohan se fera éjecter de l'arène, emportant son adversaire dans sa chute en se faisant repousser violemment par une attaque de Freezer. Déçu par sa défaite, il ne reçoit que des encouragements pour ses prouesses de la part de ses compagnons, de son mentor et de son père, ce qui lui redonne le sourire.

### Époque alternative
Dix ans plus tard, Son Gohan, à l'âge adulte, a quasiment abandonné les arts martiaux et s'est consacré à sa vie intellectuelle et familiale.
Lors de l'arrivée de Baby sur Terre, il est, lui aussi, contrôlé par Baby ainsi que la plupart de ses amis, il s'en prend alors à Piccolo puis à Vegeta avec l'aide de son frère et de Trunks, eux aussi possédés. Il assiste plus tard son père avec Son Goten et Trunks lors de son combat contre Li Shenron.
Étrangement, il a perdu sa capacité acquise au Kaioshinkaï de pouvoir devenir extrêmement puissant sans se transformer. En effet, il se transforme maintenant en simple Super Saiyan où il est relativement faible.

### Le futur alternatif
Dans le futur alternatif, où Son Goku est mort d'une maladie cardiaque, et tous ses amis sont aussi morts au combat face aux cyborgs C-17 et C-18, ils ne restent que deux combattants survivants : Son Gohan, devenu adulte, et Trunks, encore adolescent, tous deux étant bien décidés à venger ces pertes et rétablir la paix sur Terre.
C'est la raison pour laquelle Son Gohan prend en charge l'entraînement de Trunks pour que ce dernier devienne, comme lui, un Super Saiyan, de sorte qu'ils pourront vaincre à eux deux les cyborgs.
De son premier affrontement avec les cyborgs, Son Gohan garde une balafre, et la perte de son bras gauche, et Trunks la certitude qu'il n'est pas encore au niveau, et doit encore s'entraîner avec acharnement pour soutenir la comparaison.
Mais, une fois rétabli, il affronte de nouveau les cyborgs, sans Trunks. Après avoir pris temporairement le dessus, il finit par être tué, affaibli par la perte de son bras, et surtout en infériorité numérique face aux deux cyborgs qui lancent de terribles attaques groupées.
Lorsque Trunks découvre son corps sans vie, la rage et le désespoir que suscite la mort de son maître lui permettent d'enfin réussir à se transformer en Super Saiyan.
Dans ce futur, il ressemble beaucoup plus à son père, portant la même tenue orange que lui avec la coupe de cheveux qui le caractérise durant le Cell Game, mais composée de mèches beaucoup plus petites. Il est beaucoup plus combatif et agressif que l'original, mais est beaucoup moins puissant, puisqu'il n'a jamais eu l'entraînement que Son Goku lui donne dans la salle de l'Esprit et du Temps. Il a donc appris de lui-même la transformation en Super Saiyan.
Par la suite, Trunks, qui a effectué un saut dans le passé pour devenir suffisamment fort, réussit à vaincre les deux cyborgs pour venger son défunt mentor.

## Description

### À propos du nom
Son Gohan a le même nom que le grand-père adoptif de Son Goku. « Gohan » désigne un bol de riz en japonais (utilisé comme casse-croûte).

### Famille
C'est le fils de Son Goku et de Chichi ainsi que le grand-frère de Son Goten. Par conséquent, Baddack est son grand-père paternel, Gyumao son grand-père maternel et Raditz son oncle paternel. Videl sera sa femme et Pan, sa fille et Son Goku Junior son arrière-petit-fils (seulement dans GT).
Gohan a en fait très peu connu son père pendant son enfance : celui-ci meurt sous ses yeux quand il a 5 ans, puis ils sont ensuite presque toujours séparés jusqu'à la saga des Cyborgs. Il a en fait été éduqué par Piccolo, qu'il considère comme son père adoptif, et avec qui il conservera toujours une relation particulière.

### Puissance
Saga Raditz
- 1[3]
- 710[3],[4]
- 1 307 (énervé)[5]

Saga Nappa et Vegeta
- 981 (dissimulée)[6],[7]
- 2 800 (Masenko)[5],[8],[9]

Saga Namek
- 1 500[10],[11],[12]

Commando Ginyu
- 14 000[5]
- 21 000 (mort frôlée face à Reacum)[5]

Freezer
- 43 000 (énervé)[5]
- 28 000 (soigné par Dendé)[5]

### Techniques
- Buku Jutsu
- Kamé Hamé Ha
- Masendan
- Masenko
- Super Saiyan
- Bouclier
- Makankô Sappô

## Œuvres où le personnage apparaît

### Manga
- 1984 : Dragon Ball

### Séries
- 1989 : Dragon Ball Z
- 1996 : Dragon Ball GT
- 2009 : Dragon Ball Z Kai
- 2015 : Dragon Ball Super

### Films
- 1989 : Dragon Ball Z : À la poursuite de Garlic
- 1990 : Dragon Ball Z : Le Robot des glaces
- 1990 : Dragon Ball Z : Le Combat fratricide
- 1991 : Dragon Ball Z : La Menace de Namek
- 1991 : Dragon Ball Z : La Revanche de Cooler
- 1992 : Dragon Ball Z : Cent mille guerriers de métal
- 1992 : Dragon Ball Z : L'Offensive des cyborgs
- 1993 : Dragon Ball Z : Broly le super guerrier
- 1993 : Dragon Ball Z : Les Mercenaires de l'espace
- 1994 : Dragon Ball Z : Rivaux dangereux
- 1995 : Dragon Ball Z : Fusions
- 1995 : Dragon Ball Z : L'Attaque du dragon
- 2013 : Dragon Ball Z: Battle of Gods
- 2015 : Dragon Ball Z : La Résurrection de ‘F’
- 2022 : Dragon Ball Super: Super Hero

### OAV
- 1992 : Dragon Ball Z : Réunissez-vous ! Le Monde de Gokû
- 1993 : Dragon Ball Z : Le Plan d'anéantissement des Saïyens
- 2008 : Dragon Ball : Salut ! Son Gokû et ses amis sont de retour !!

### TV Special
- 1993 : Dragon Ball Z : L'Histoire de Trunks

### Jeux vidéo
Son Gohan est apparu dans tous les jeux de la saga mais à différents aspects :
- Dragon Ball Z: Super Butōden (ado Super Saiyan)
- Dragon Ball Z : La Légende Saien (ado Super Saiyan 2)
- Dragon Ball Z : L'Appel du Destin (ado Super Saiyan 2)
- Dragon Ball Z : Ultime Menace (adolescent Super Saiyan)
- Dragon Ball Z: Ultimate Battle 22 (ado Super Saiyan 2)
- Dragon Ball Z: Shin Butôden (ado Super Saiyan 2)
- Dragon Ball Z: Hyper Dimension (Ultime)
- Dragon Ball: Final Bout (Ultime)
- Dragon Ball Z: Budokai (enfant, ado normal / Super Saiyan / Super Saiyan 2)
- Dragon Ball Z: Budokai 2 (ado normal / Super Saiyan / Super Saiyan 2, adolescent normal / Super Saiyan / Super Saiyan 2 / Ultime)
- Dragon Ball Z: Budokai 3 (enfant, ado normal / Super Saiyan / Super Saiyan 2, adolescent normal / Super Saiyan / Super Saiyan 2 / Ultime)
- Dragon Ball Z: Budokai Tenkaichi (enfant, ado normal / Super Saiyan / Super Saiyan 2, adolescent normal / Super Saiyan / Super Saiyan 2 / Ultime)
- Dragon Ball Z: Budokai Tenkaichi 2 (enfant, ado normal / Super Saiyan / Super Saiyan 2, adolescent normal / Super Saiyan / Super Saiyan 2 / Ultime)
- Dragon Ball Z: Budokai Tenkaichi 3 (enfant, ado normal / Super Saiyan / Super Saiyan 2, adolescent normal / Super Saiyan / Super Saiyan 2 / Ultime, futur normal / Super Saiyan)
- Dragon Ball FighterZ (ado Super Saiyan 2, adulte normal)
- Dragon Ball Z: Kakarot
- Dragon Ball Xenoverse 2 (enfant, ado normal / Super Saiyan / Super Saiyan 2, adulte normal / Super Saiyan / Super Saiyan 2 / Ultime / Bestial, futur normal / Super Saiyan)
- Dragon Ball: Sparking! Zero : (enfant, ado normal / Super Saiyan / Super Saiyan 2, adulte normal / Super Saiyan / Super Saiyan 2 / Ultime, Super Hero normal / Ultime / Bestial, futur normal / Super Saiyan)

Great Saiyaman
Great Saiyaman fait sa première apparition dans Dragon Ball Z: Shin Butōden sur Saturn et dans Dragon Ball Z: Ultimate Battle 22 sur PlayStation. Il est ensuite apparu dans les trilogies de Dragon Ball Z: Budokai et Dragon Ball Z: Budokai Tenkaichi.
Il fait partie des personnages du premier Dragon Ball Z: Budokai sur PlayStation 2 et GameCube alors que ce jeu s'arrête à la fin du Cell Game.